# Krstašice
Krstašice (kupusovke, kupusnjače; lat. Brassicaceae), velika i ekonomski veoma značajna biljna porodica u redu Brassicales s preko 340 rodova
Ova porodica raširena je po svim naseljenim kontinentima a najgušće u gusto naseljenim područjima Europe i Sjeverne Amerike. Sedam vrsta među njima je invazivnih a pripadaju rodovima Alliaria (Alliaria petiolata), Brassica (Brassica elongata i Brassica tournefortii), Cardamine (Cardamine flexuosa i Cardamine glacialis) i Lepidium (Lepidium latifolium i Lepidium virginicum)
U čovjekovoj prehrani najveći značaj ima kupus koji se razvio iz divljeg kupusa Brassica oleracea.

## Opis
Brassicaceae, ranije Cruciferae, porodica je cvjetnica u redu Brassicales, sastavljena od 338 rodova i oko 3700 vrsta. Porodica uključuje mnoge biljke od gospodarskog značaja koje su ljudi u velikoj mjeri izmijenili i pripitomili, posebno one iz roda Brassica, koji uključuje kupus, brokulu, prokulicu, kelj, korabu, repu i rutabagu. Ostale važne poljoprivredne kulture u obitelji uključuju hren, rotkvicu i bijelu gorušicu. Brojne vrste — kao što su “basket-of-gold” ili kamenita trava (Aurinia saxatilis), “candytuft” ili ognjica (Iberis) i “honesty” ili mjesečnica  (Lunaria) — uzgajaju se kao ukrasne biljke, a neki članovi porodice smatraju se invazivnim vrstama u regijama izvan njihovog izvornog područja rasprostranjenosti.
Biljke iz porodice krstašica obično su začinske biljke i mogu biti jednogodišnje, dvogodišnje ili višegodišnje biljke. Listovi su uglavnom jednostavni i naizmjenično raspoređeni, a mnogi su paprenog okusa. Cvjetovi su križni (u obliku križa) s četiri petala i četiri sepala; biljke se zbog toga obično nazivaju "krstašicama". Cvjetovi su obično bijeli, žuti ili boje lavande i karakteristično imaju četiri duga i dva kratka prašnika te dvokomornu plodnicu smještenu iznad ostalih dijelova cvijeta. Sjemenke se proizvode u suhim mahunastim plodovima, često s pregradom između polovica.
- Erysimum ammophilum
- Lunaria annua
- Erysimum capitatum var. capitatum

## Podjela
Subfamilia Brassicoideae Prantl (4095 spp.)
1. Supertribus Arabodae D.A.German et al., supertrib. nov.
  1. Tribus Arabideae DC.
    1. Baimashania Al-Shehbaz (2 spp.)
    2. Sinoarabis R. Karl, D. A. German, M. Koch & Al-Shehbaz (1 sp.)
    3. Pseudodraba Al-Shehbaz, D. A. German & M. Koch (1 sp.)
    4. Parryodes Jafri (1 sp.)
    5. Botschantzevia Nabiev (1 sp.)
    6. Arcyosperma O. E. Schulz (1 sp.)
    7. Borodiniopsis D. A. German, M. Koch, R. Karl & Al-Shehbaz (1 sp.)
    8. Scapiarabis M. Koch, R. Karl, D. A. German & Al-Shehbaz (4 spp.)
    9. Aubrieta Adans. (20 spp.)
    10. Arabis L. (97 spp.)
    11. Hurkaea Al-Shehbaz, M. Koch, R. Karl & D. A. German (2 spp.)
    12. Pachyneurum Bunge (1 sp.)
    13. Dendroarabis (C. A. Mey. & Bunge) D. A. German & Al-Shehbaz (1 sp.)
    14. Schivereckia Andrz. ex DC. (2 spp.)
    15. Drabella (DC.) Fourr. (1 sp.)
    16. Draba L. (409 spp.)
    17. Petrocallis W. T. Aiton (1 sp.)
    18. Athysanus Greene (2 spp.)
    19. Tomostima Raf. (6 spp.)
    20. Abdra Greene (2 spp.)

  2. Tribus Alysseae DC.
    1. Alyssum L. (120 spp.)
    2. Odontarrhena C. A. Mey. (90 spp.)
    3. Cuprella Salmerón-Sánchez, Mota & Fuertes (2 spp.)
    4. Clypeola L. (8 spp.)
    5. Berteroa DC. (6 spp.)
    6. Aurinia (L.) Desv. (6 spp.)
    7. Lepidotrichum Velen. & Bornm. (1 sp.)
    8. Galitzkya V. V. Botschantz. (3 spp.)
    9. Phyllolepidum Trinajstic (2 spp.)
    10. Bornmuellera Hausskn. (9 spp.)
    11. Acuston Raf. (2 spp.)
    12. Fibigia Medik. (15 spp.)
    13. Resetnikia Spaniel, Al-Shehbaz, D. A. German & Marhold (1 sp.)
    14. Degenia Hayek (1 sp.)
    15. Straussiella Hausskn. (1 sp.)
    16. Clastopus Bunge ex Boiss. (2 spp.)
    17. Physoptychis Boiss. (3 spp.)
    18. Alyssoides Hill (3 spp.)
    19. Hormathophylla Cullen & T. R. Dudley (11 spp.)

  3. Tribus Asperuginoideae Al-Shehbaz et al., trib. nov. 
    1. Asperuginoides Rauschert (1 sp.)

  4. Tribus Stevenieae Al-Shehbaz et al.
    1. Pseudoturritis Al-Shehbaz (1 sp.)
    2. Macropodium W. T. Aiton (2 spp.)
    3. Stevenia Adams & Fisch. (7 spp.)
2. Supertribus Brassicodae V.E. Avet.
  1. Tribus Aphragmeae German & Al-Shehbaz
    1. Aphragmus Andrz. ex DC. (11 spp.)

  2. Tribus Brassiceae DC.
    1. Subtribus Vellinae
      1. Rytidocarpus Coss. (1 sp.)
      2. Carrichtera DC. (1 sp.)
      3. Vella L. (8 spp.)
      4. Succowia Medik. (1 sp.)
      5. Quezeliantha H. Scholz (1 sp.)
      6. Psychine Desf. (1 sp.)

    2. Subtribus Zillinae
      1. Schouwia DC. (1 sp.)
      2. Foleyola Maire (1 sp.)
      3. Zilla Forssk. (1 sp.)
      4. Physorhynchus Hook. (2 spp.)
      5. Fortuynia Shuttlew. ex Boiss. (2 spp.)

    3. Subtribus Henophyton clade
      1. Pseuderucaria (Boiss.) O. E. Schulz (2 spp.)
      2. Henophyton Coss. & Durieu (2 spp.)
      3. Ammosperma Hook. fil. (2 spp.)

    4. Subtribus Crambe clade
      1. Crambe L. (35 spp.)
      2. Crambella Maire (1 sp.)
      3. Muricaria Desv. (1 sp.)

    5. Subtribus Cakilinae
      1. Didesmus Desv. (2 spp.)
      2. Cakile Mill. (8 spp.)
      3. Eremophyton Bég. (1 sp.)
      4. Erucaria Gaertn. (8 spp.)

    6. Subtribus Nigra clade
      1. Coincya Porta & Rigo ex Rouy (8 spp.)
      2. Guiraoa Coss. (1 sp.)
      3. Sinapis L. (2 spp.)
      4. Rhamphospermum Andrz. ex Besser (4 spp.)
      5. Kremeriella Maire (1 sp.)
      6. Otocarpus Durieu (1 sp.)
      7. Erucastrum (DC.) J. Presl (25 spp.)
      8. Hirschfeldia Moench (1 sp.)
      9. Cordylocarpus Desf. (1 sp.)
      10. Ceratocnemum Coss. & Balansa (3 spp.)
      11. Sinapidendron Lowe (5 spp.)
      12. Rapistrum Crantz (2 spp.)
      13. Raffenaldia Godr. (2 spp.)
      14. Hemicrambe Webb (3 spp.)

    7. Subtribus Savignyinae
      1. Savignya DC. (1 sp.)
      2. Fezia Pit. ex Batt. (1 sp.)

    8. Subtribus Brassicinae
      1. Guenthera Andrz. ex Besser (10 spp.)
      2. Moricandia DC. (8 spp.)
      3. Douepia Cambess. (2 spp.)
      4. Diplotaxis DC. (35 spp.)
      5. Eruca Hill (2 spp.)
      6. Brassica L. (31 spp.)
      7. Nasturtiopsis Boiss. (3 spp.)
      8. Enarthrocarpus Labill. (5 spp.)
      9. Morisia J. Gay (1 sp.)
      10. Zahora Lemmel & M. Koch (1 sp.)
      11. Raphanus L. (4 spp.)
      12. Quidproquo Greuter & Burdet (1 sp.)

  3. Tribus Bivonaeeae M. Koch & Warwick
    1. Bivonaea DC. (1 sp.)

  4. Tribus Calepineae Horan.
    1. Leiocarpaea (C. A. Mey.) D. A. German & Al-Shehbaz (1 sp.)
    2. Goldbachia DC. (5 spp.)
    3. Calepina Adans. (1 sp.)

  5. Tribus Coluteocarpeae V. I. Dorof.
    1. Neurotropis (DC.) F. K. Mey. (2 spp.)
    2. Microthlaspi F. K. Mey. (4 spp.)
    3. Ihshanalshebazia T. Ali & Thines (1 sp.)
    4. Noccaea Moench (125 spp.)
    5. Friedrichkarlmeyeria T. Ali & Thines (1 sp.)

  6. Tribus Conringieae German & Al-Shehbaz
    1. Conringia Heist. ex Fabr. (5 spp.)
    2. Iljinskaea Al-Shehbaz, Özüdogru & D. A. German (1 sp.)
    3. Zuvanda (F. Dvorák) Askerova (3 spp.)

  7. Tribus Eutremeae Al-Shehbaz
    1. Eutrema R. Br. (45 spp.)

  8. Tribus Fourraeeae Al-Shehbaz, M. Koch, R. Karl & D. A. German
    1. Fourraea Greuter & Burdet (1 sp.)

  9. Tribus Isatideae DC.
    1. Myagrum L. (1 sp.)
    2. Isatis L. (94 spp.)
    3. Horwoodia Turrill (1 sp.)
    4. Chartoloma Bunge (1 sp.)
    5. Glastaria Boiss. (1 sp.)
    6. Schimpera Hochst. & Steud. (1 sp.)

  10. Tribus Orychophragmeae ined.
    1. Orychophragmus Bunge (7 spp.)
    2. Sinalliaria X. F. Jin, Y. Y. Zhou & H. W. Zhang (1 sp.)

  11. Tribus Kernereae Warwick et al.
    1. Kernera Medik. (2 spp.)
    2. Rhizobotrya Tausch (1 sp.)

  12. Tribus Plagiolobeae Khosravi & Eslami-Farouji
    1. Plagioloba Rchb. (3 spp.)

  13. Tribus Schrenkielleae Al-Shehbaz et al., trib. nov.
    1. Schrenkiella D. A. German & Al-Shehbaz (1 sp.)

  14. Tribus Sisymbrieae DC.
    1. Sisymbrium L. (42 spp.)

  15. Tribus Thelypodieae Prantl
    1. Sarcodraba Gilg & Muschl. (4 spp.)
    2. Thelypodiopsis Rydb. (9 spp.)
    3. Stanleya Nutt. (7 spp.)
    4. Dictyophragmus O. E. Schulz (3 spp.)
    5. Pringlea T. Anderson ex Hook. fil. (1 sp.)
    6. Phlebolobium O. E. Schulz (1 sp.)
    7. Mostacillastrum O. E. Schulz (29 spp.)
    8. Chilocardamum O. E. Schulz (4 spp.)
    9. Sibara Greene (13 spp.)
    10. Neuontobotrys O. E. Schulz (16 spp.)
    11. Polypsecadium O. E. Schulz (15 spp.)
    12. Thelypodium Endl. (16 spp.)
    13. Dryopetalon A. Gray (10 spp.)
    14. Hesperidanthus (B. L. Rob.) Rydb. (5 spp.)
    15. Thysanocarpus Hook. (5 spp.)
    16. Chlorocrambe Rydb. (1 sp.)
    17. Streptanthus Nutt. (57 spp.)
    18. Warea Nutt. (4 spp.)
    19. Romanschulzia O. E. Schulz (14 spp.)
    20. Chaunanthus O. E. Schulz (5 spp.)
    21. Englerocharis Muschl. (6 spp.)
    22. Stenodraba O. E. Schulz (6 spp.)
    23. Weberbauera Gilg & Muschl. (19 spp.)
    24. Zuloagocardamum Salariato & Al-Shehbaz (1 sp.)
    25. Hollermayera O. E. Schulz (1 sp.)
    26. Raphanorhyncha Rollins (1 sp.)
    27. Lexarzanthe Diego & Calderón (1 sp.)
    28. Ivania O. E. Schulz (2 spp.)
    29. Phravenia Al-Shehbaz & Warwick (1 sp.)
    30. Streptanthella Rydb. (1 sp.)
    31. Terraria T. J. Hildebr. & Al-Shehbaz (1 sp.)
    32. Parodiodoxa O. E. Schulz (1 sp.)

  16. Tribus Thlaspideae DC.
    1. Peltaria Jacq. (3 spp.)
    2. Mummenhoffia Esmailbegi & Al-Shehbaz (2 spp.)
    3. Thlaspi L. (5 spp.)
    4. Graellsia Boiss. (10 spp.)
    5. Pachyphragma (DC.) Rchb. (1 sp.)
    6. Pseudovesicaria (Boiss.) Rupr. (1 sp.)
    7. Parlatoria Boiss. (2 spp.)
    8. Lysakia Esmailbegi & Al-Shehbaz (1 sp.)
    9. Sobolewskia M. Bieb. (4 spp.)
    10. Alliaria Heist. ex Fabr. (2 spp.)
    11. Pseudocamelina (Boiss.) N. Busch (8 spp.)
    12. Didymophysa Boiss. (3 spp.)
    13. Peltariopsis (Boiss.) N. Busch (2 spp.)
3. Supertribus Camelinodae D.A.German et al., supertrib. nov.
  1. Tribus Alyssopsideae Warwick et al.
    1. Dielsiocharis O. E. Schulz (2 spp.)
    2. Olimarabidopsis Al-Shehbaz et al. (3 spp.)
    3. Calymmatium O. E. Schulz (2 spp.)
    4. Alyssopsis Boiss. (2 spp.)

  2. Tribus Arabidopsideae Al-Shehbaz et al., trib. nov. 
    1. Arabidopsis (DC.) Heynh. (18 spp.)

  3. Tribus Boechereae Al-Shehbaz
    1. Sandbergia Greene (2 spp.)
    2. Boechera Á. Löve & D. Löve (112 spp.)
    3. Phoenicaulis Nutt. ex Torr. & A. Gray (1 sp.)
    4. Polyctenium Greene (1 sp.)
    5. Cusickiella Rollins (2 spp.)
    6. Anelsonia J. F. Macbr. & Payson (1 sp.)
    7. Yosemitea P. J. Alexander & Windham (1 sp.)
    8. Nevada N. H. Holmgren (1 sp.)
    9. Borodinia N. Busch (9 spp.)

  4. Tribus Camelineae DC.
    1. Neslia Desv. (2 spp.)
    2. Camelina Crantz (10 spp.)
    3. Pseudoarabidopsis Al-Shehbaz, O’Kane & R. A. Price (1 sp.)
    4. Catolobus (C. A. Mey.) Al-Shehbaz (2 spp.)
    5. Capsella Medik. (4 spp.)
    6. Chrysochamela (Fenzl) Boiss. (3 spp.)

  5. Tribus Cardamineae Dumort.
    1. Aplanodes Marais (2 spp.)
    2. Iodanthus Torr. & A. Gray (1 sp.)
    3. Leavenworthia Torr. (8 spp.)
    4. Selenia Nutt. (4 spp.)
    5. Planodes Greene (2 spp.)
    6. Nasturtium Aiton (6 spp.)
    7. Barbarea W. T. Aiton (29 spp.)
    8. Rorippa Scop. (87 spp.)
    9. Bengt-jonsellia Al-Shehbaz (2 spp.)
    10. Andrzeiowskia Rchb. (1 sp.)
    11. Armoracia G. Gaertn., B. Mey. & Scherb. (3 spp.)
    12. Cardamine L. (249 spp.)
    13. Ornithocarpa Rose (2 spp.)

  6. Tribus Crucihimalayeae German & Al-Shehbaz
    1. Ladakiella D. A. German & Al-Shehbaz (1 sp.)
    2. Pulvinatusia J. P. Yue, H. L. Chen, Al-Shehbaz & H. Sun (1 sp.)
    3. Crucihimalaya Al-Shehbaz et al. (13 spp.)

  7. Tribus Descurainieae Al-Shehbaz
    1. Tropidocarpum Hook. (4 spp.)
    2. Hornungia Rchb. (6 spp.)
    3. Robeschia Hochst. ex E. Fourn. (1 sp.)
    4. Ianhedgea Al-Shehbaz & O´Kane (1 sp.)
    5. Descurainia (E. Fourn.) Webb & Berthel. (49 spp.)
    6. Trichotolinum O. E. Schulz (1 sp.)

  8. Tribus Erysimeae Dumort.
    1. Erysimum L. (269 spp.)
    2. Gynophorea Gilli (1 sp.)

  9. Tribus Halimolobeae Al-Shehbaz
    1. Exhalimolobos Al-Shehbaz & C. D. Bailey (9 spp.)
    2. Halimolobos Tausch (10 spp.)
    3. Pennellia Nieuwl. (11 spp.)
    4. Mancoa Wedd. (9 spp.)
    5. Sphaerocardamum Schauer (8 spp.)

  10. Tribus Hemilophieae Al-Shehbaz et al., trib. nov.
    1. Hemilophia Franch. (6 spp.)
    2. Dipoma Franch. (1 sp.)

  11. Tribus Lepidieae DC.
    1. Lepidium L. (273 spp.)
    2. Delpinophytum Speg. (1 sp.)

  12. Tribus Malcolmieae Al-Shehbaz & Warwick
    1. Maresia Pomel (5 spp.)
    2. Eigia Soják (1 sp.)
    3. Malcolmia W. T. Aiton (6 spp.)
    4. Marcus-kochia Al-Shehbaz (4 spp.)

  13. Tribus Microlepidieae Warwick et al.
    1. Microlepidium F. Muell. (2 spp.)
    2. Carinavalva Ising (1 sp.)
    3. Blennodia R. Br. (2 spp.)
    4. Ballantinia Hook. fil. ex E. A. Shaw (1 sp.)
    5. Arabidella (F. Muell.) O. E. Schulz (6 spp.)
    6. Lemphoria O. E. Schulz (4 spp.)
    7. Hutchinsia auct. (1 sp.)
    8. Phlegmatospermum O. E. Schulz (4 spp.)
    9. Menkea Lehm. (6 spp.)
    10. Drabastrum (F. Muell.) O. E. Schulz (1 sp.)
    11. Geococcus J. L. Drumm. ex Harv. (1 sp.)
    12. Scambopus O. E. Schulz (1 sp.)
    13. Harmsiodoxa O. E. Schulz (3 spp.)
    14. Pachymitus O. E. Schulz (1 sp.)
    15. Irenepharsus Hewson (3 spp.)
    16. Pachycladon Hook. fil. (11 spp.)
    17. Stenopetalum W. T. Aiton ex DC. (11 spp.)

  14. Tribus Oreophytoneae Warwick et al.
    1. Murbeckiella Rothm. (6 spp.)
    2. Oreophyton O. E. Schulz (1 sp.)

  15. Tribus Physarieae B. L. Rob.
    1. Physaria (Nutt. ex Torr. & A. Gray) A. Gray (109 spp.)
    2. Paysonia O´Kane & Al-Shehbaz (8 spp.)
    3. Dimorphocarpa Rollins (4 spp.)
    4. Dithyrea Harv. (2 spp.)
    5. Lyrocarpa Hook. & Harv. (3 spp.)
    6. Nerisyrenia Greene (10 spp.)
    7. Synthlipsis A. Gray (2 spp.)

  16. Tribus Smelowskieae Al-Shehbaz
    1. Smelowskia C. A. Mey. (24 spp.)

  17. Tribus Turritideae Buchenau
    1. Turritis L. (2 spp.)

  18. Tribus Yinshanieae Warwick et al.
    1. Yinshania Ma & Y. Z. Zhao (14 spp.)
4. Supertribus Heliophilodae D.A.German et al., supertrib. nov.
  1. Tribus Anastaticeae DC.
    1. Farsetia Turra (27 spp.)
    2. Lobularia Desv. (4 spp.)
    3. Diceratella Boiss. (9 spp.)
    4. Lachnocapsa Balf. fil. (1 sp.)
    5. Morettia DC. (4 spp.)
    6. Parolinia Webb (7 spp.)
    7. Anastatica L. (1 sp.)
    8. Notoceras W. T. Aiton (1 sp.)
    9. Eremobium Boiss. (1 sp.)
    10. Cithareloma Bunge (2 spp.)

  2. Tribus Cochlearieae Buchenau
    1. Cochlearia L. (11 spp.)
    2. Ionopsidium Rchb. (8 spp.)

  3. Tribus Asteae Warwick et al.
    1. Asta Klotzsch ex O. E. Schulz (1 sp.)

  4. Tribus Scoliaxoneae Warwick et al.
    1. Scoliaxon Payson (1 sp.)

  5. Tribus Biscutelleae Dumort.
    1. Biscutella L. (44 spp.)
    2. Megadenia Maxim. (1 sp.)
    3. Ricotia L. (10 spp.)
    4. Heldreichia Boiss. (1 sp.)
    5. Lunaria L. (3 spp.)

  6. Tribus Chamireae Sond.
    1. Chamira Thunb. (1 sp.)

  7. Tribus Cremolobeae R. Br.
    1. Aimara Salariato & Al-Shehbaz (1 sp.)
    2. Cremolobus DC. (5 spp.)
    3. Yunkia Salariato & Al-Shehbaz (2 spp.)
    4. Menonvillea W. T. Aiton ex DC. (24 spp.)

  8. Tribus Eudemeae Warwick et al.
    1. Xerodraba Skottsb. (6 spp.)
    2. Onuris Phil. (4 spp.)
    3. Alshehbazia Salariato & Zuloaga (3 spp.)
    4. Aschersoniodoxa Gilg & Muschl. (3 spp.)
    5. Gongylis Theophr. ex Molinari & Sánchez Och. (1 sp.)
    6. Brayopsis Gilg & Muschl. (9 spp.)
    7. Dactylocardamum Al-Shehbaz (2 spp.)
    8. Eudema Humb. & Bonpl. (5 spp.)
    9. Petroravenia Al-Shehbaz (1 sp.)

  9. Tribus Heliophileae DC.
    1. Heliophila Burm. fil. ex L. (95 spp.)

  10. Tribus Hillielleae H.L. Chen et al.
    1. Hilliella (O. E. Schulz) Y. H. Zhang & H. W. Li (10 spp.)

  11. Tribus Iberideae Webb & Berthel.
    1. Iberis L. (29 spp.)
    2. Teesdalia W. T. Aiton (3 spp.)

  12. Tribus Megacarpaeeae Kamelin ex D. A. German
    1. Pugionium Gaertn. (3 spp.)
    2. Megacarpaea DC. (9 spp.)

  13. Tribus Notothlaspideae Warwick et al.
    1. Notothlaspi Hook. fil. (3 spp.)

  14. Tribus Schizopetaleae W. T. Aiton ex Barnéoud
    1. Mathewsia Hook. & Arn. (6 spp.)
    2. Machaerophorus Schltdl. (3 spp.)
    3. Atacama <small>Toro, Mort & Al-Shehbaz (1 sp.)
    4. Schizopetalon Sims (11 spp.)

  15. Tribus Subularieae DC.
    1. Subularia L. (2 spp.)
    2. Idahoa A. Nelson & J. F. Macbr. (1 sp.)
5. Supertribus Hesperodae D.A.German et al., supertrib. nov.
  1. Tribus Anchonieae DC.
    1. Iskandera N. Busch (1 sp.)
    2. Dvorakia D. A. German (2 spp.)
    3. Matthiola W. T. Aiton (55 spp.)
    4. Eremoblastus Botsch. (1 sp.)
    5. Sterigmostemum M. Bieb. (14 spp.)
    6. Synstemon Botsch. (2 spp.)
    7. Microstigma Trautv. (3 spp.)
    8. Micrantha F. Dvorák (1 sp.)
    9. Veselskya Opiz (1 sp.)

  2. Tribus Buniadeae DC.
    1. Bunias L. (2 spp.)

  3. Tribus Chorisporeae Ledeb.
    1. Litwinowia Woronow (1 sp.)
    2. Parrya R. Br. (46 spp.)
    3. Chorispora R. Br. ex DC. (12 spp.)
    4. Diptychocarpus Trautv. (1 sp.)

  4. Tribus Dontostemoneae
    1. Clausia Trotzky (4 spp.)
    2. Dontostemon Andrz. ex DC. (11 spp.)

  5. Tribus Euclidieae DC.
    1. Spryginia Popov (6 spp.)
    2. Euclidium W. T. Aiton (1 sp.)
    3. Leptaleum DC. (1 sp.)
    4. Dichasianthus Ovcz. & Junussov (1 sp.)
    5. Strigosella Boiss. (24 spp.)
    6. Leiospora (C. A. Mey.) A. N. Vassiljeva (9 spp.)
    7. Christolea Cambess. ex Jacquem. (4 spp.)
    8. Solms-laubachia Muschl. (36 spp.)
    9. Rhammatophyllum O. E. Schulz (8 spp.)
    10. Sisymbriopsis Botsch. & Tzvelev (4 spp.)
    11. Anzhengxia Al-Shehbaz & D. A. German (1 sp.)
    12. Pycnoplinthus O. E. Schulz (1 sp.)
    13. Braya Sternb. & Hoppe (22 spp.)
    14. Metashangrilaia Al-Shehbaz & D. A. German (1 sp.)
    15. Shangrilaia Al-Shehbaz, J. P. Yue & H. Sun (1 sp.)
    16. Pycnoplinthopsis Jafri (1 sp.)
    17. Lepidostemon Hook. fil. & Thomson (6 spp.)
    18. Cymatocarpus O. E. Schulz (3 spp.)
    19. Tetracme Bunge (8 spp.)
    20. Neotorularia Hedge & J. Léonard (13 spp.)
    21. Rudolf-kamelinia Al-Shehbaz & D. A. German (1 sp.)
    22. Ochthodium DC. (1 sp.)
    23. Octoceras Bunge (1 sp.)
    24. Streptoloma Bunge (2 spp.)
    25. Catenulina Soják (1 sp.)
    26. Cryptospora Kar. & Kir. (3 spp.)
    27. Atelanthera Hook. fil. & Thomson (1 sp.)
    28. Lachnoloma Bunge (1 sp.)
    29. Dilophia Thomson (2 spp.)

  6. Tribus Hesperideae Prantl
    1. Hesperis L. (59 spp.)

  7. Tribus Shehbazieae D. A. German
    1. Shehbazia D. A. German (1 sp.)

Subfamilia Aethionemoideae D.A.German et al., subfam. nov.
1. Tribus Aethionemeae Al-Shehbaz
  1. Aethionema W. T. Aiton (71 spp.)